# كارل ألويس زو فورستينبيرغ
كارل ألويس زو فورستنبيرغ (Karl Aloys zu Fürstenberg) (26 يونيو 1760 - 25 مارس 1799)، هو قائد عسكري نمساوي، نال رُتبة المشير وتُوفي في معركة ستوكاش الأولى.